# Gaetano Baluffi
Gaetano Baluffi (né le 28 mars 1788 à Ancône, province d'Ancône, dans les Marches, alors dans les États pontificaux et mort le 11 novembre 1866  à Imola) est un cardinal italien du XIXe siècle.

## Biographie
Gaetano Baluffi est chanoine du chapitre d'Ancône. Il est nommé évêque de Bagnoregio en 1833. Il est internonce en Colombie (en) et légat apostolique en Colombie et en Amérique du Sud (excepté le Brésil) de 1836 à 1842.
Il est transféré à l'archidiocèse de Camerino en 1842, à l'archidiocèse titulaire de Pergé (de) en 1845 et à Imola en 1846.
Le pape Pie IX le crée cardinal lors du consistoire du 21 décembre 1846.
Le cardinal Baluffi meurt le 11 novembre 1866 à Imola à l'âge de 78 ans.

### Sources
- Fiche du cardinal Gaetano Baluffi sur le site fiu.edu